# Алессандро Орландо
Алессандро Орландо (італ. Alessandro Orlando, нар. 1 червня 1970, Удіне) — італійський футболіст, що грав на позиції захисника. По завершенні ігрової кар'єри — тренер.
Виступав, зокрема, за клуби «Мілан» та «Ювентус», де втім не був основним, але виграв низку трофеїв. Також виступав за олімпійську збірну Італії на футбольному турнірі 1992 року.

## Клубна кар'єра
Народився 1 червня 1970 року в місті Удіне. Вихованець футбольної школи клубу «Удінезе». Дорослу футбольну кар'єру розпочав 1987 року в основній команді того ж клубу, в якій провів два сезони, але основним гравцем не був і взяв участь лише у 3 матчах Серії Б. В результаті він був відданий в оренду в «Парму», за яку зіграв 13 матчів і забив 1 гол, допомігши команді вийти до Серії А за підсумками сезону 1989/90. Після цього він повернувся в Фріулі, де в наступному сезоні він зіграв в 30 іграх Серії Б і був основним гравцем.
Він почав звертати увагу від великих клубів Серії А і влітку 1991 року за 5,8 мільярдів лір перейшов до складу чемпіонів, клубу «Сампдорія». У складі генуезців Орландо відразу виграв свій перший трофей, Суперкубок Італії, але на поле у тій грі не виходив. 1 вересня 1991 року у грі проти «Кальярі» (2:3) Алессандро дебютував у Серії А. Втім у новій команді не закріпився і зіграв за сезон лише 14 ігор у вищому дивізіоні, де забив один гол («Пармі» 1 березня 1992 року), а також п'ять ігор у Кубку чемпіонів УЄФА 1991/92, ставши фіналістом турніру.
В результаті Орландо знову повернувся в «Удінезе», що саме вийшло в Серію А, де у сезоні 1992/93 зіграв 29 ігор, а у плей-оф за збереження прописки проти «Брешії» (3:1) забив вирішальний гол прямим ударом з кутового прапорця і допоміг команді залишитись у вищому дивізіоні.
Влітку 1993 року за 3,2 млрд лір перейшов у «Мілан». Але в стані гранду у Орландо знову не вдалося закріпитись в основі: він зіграв 15 матчів у чемпіонаті, 6 — в Лізі чемпіонів, 1 гол в результативному поєдинку проти «Копенгагена» (0:6), а також чотири гри в Кубку Італії, втім усі ці три турніри міланці під керівництвом Фабіо Капелло в тому сезоні виграли. Наступний сезон 1994/95 він починав також в стані «россонері», але вже восени став частиною операції з переходу Паоло Ді Каніо із «Ювентуса» і був відправлений у зворотньому напрямку. За «бьянконері» він виходив на поле всього 13 разів у Серії А, будучи дублером Роберта Ярні, проте в новій команді теж завоював Скудетто та національний кубок, ставши лише шостим гравцем в історії, що виграв два поспіль чемпіонати Італії з двома різними командами (інші — Джованні Феррарі, Ріккардо Торос, Ерладо Манчін, Роберто Баджо та Андреа Пірло).
У наступному сезоні Орландо захищав кольори «Фіорентини», але за «фіалок» грав ще менше (7 матчів в чемпіонаті і перемога в Кубку Італії, в розіграші якого Орландо вийшов на поле всього 1 раз), після чого вкотре повернувся в «Удінезе», де провів сезон 1996/97 (22 матчі), допомагаючи клубу зайняти п'яте місце в Серії A. Втім у наступному сезоні втратив місце у основі і вже восени був проданий в клуб Серії Б «Тревізо», провівши в ньому два наступні сезони.
Влітку 2000 року перебрався в «Кальярі», де взяв участь лише в 8 матчах Серії Б, після чого став грати за «Падову» з Серії С1, за яку до 2003 року награв 42 матчі, а завершував кар'єру у ряді нижчолігових аматорських клубів, останнім з яких був «Флуміньяно», у якому Орландо був граючим тренером аж до 2013 року. За свою кар'єру провів 102 матчі і 1 гол у Серії А, 104 матчі і 5 голів у Серії В. 

## Виступи за збірні
29 січня 1992 року зіграв свій єдиний матч у складі молодіжної збірної Італії проти однолітків з Греції. Влітку того ж року з олімпійською збірною Італії поїхав на футбольний турнір на Олімпійських іграх 1992 року у Барселоні. Втім на турнірі на поле не виходив, а єдиний матч за олімпійську команду провів у передолімпійському підготовчому товариському матчі проти Єгипту.

## Кар'єра тренера
З 2008 року був граючим тренером клубу «Флуміньяно» з Промоціоне. У червні 2013 року, наприкінці свого п'ятого сезону, він покинув клуб. Згодом з 2014 по 2016 рік він тренував іншу аматорську команду «Севельяно», а з сезону 2016/17 очолив «Санджорджину».

## Титули і досягнення
- Чемпіон Італії (2):

«Мілан»: 1993–1994
«Ювентус»: 1994–1995
- Володар Кубка Італії (2):

«Ювентус»: 1994–1995
«Фіорентина»: 1995–1996
- Володар Суперкубка Італії (2):

«Сампдорія»: 1991
«Мілан»: 1993
- Переможець Ліги чемпіонів УЄФА (1):

«Мілан»: 1993–1994